# عراق بعثی
عراق بعثی با نام رسمی جمهوری عراق، دوره‌ای از تاریخ عراق بین سالهای ۱۹۶۸ تا ۲۰۰۳ است که حزب بعث بر این کشور حکمرانی می‌کرد. در نهایت در سال ۲۰۰۳ با حمله آمریکا به عراق، این حکومت نابود شد.

## اقتصاد

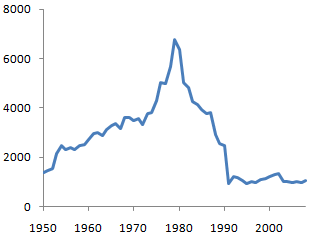
تولید ناخالص ملی سرانه عراق از ۱۹۵۰ تا ۲۰۰۸

این دوره با رشد اقتصادی بالا و شکوفایی فزاینده شروع شد ولی با رویارویی عراق با رکود اقتصادی، سیاسی و اجتماعی پایان یافت. درآمد میانگین سالانه به دلایل متعدد خارجی و سیاست‌های داخلی این حکومت کاهش یافت.

## جمعیت‌شناسی

### فرهنگ

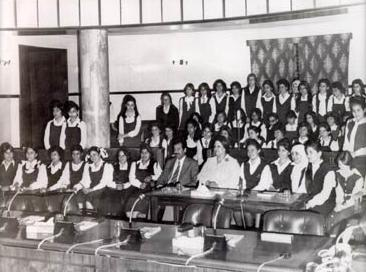
صدام حسین و دانشجویان زن بعثیسم مروج مشارکت گسترده‌تر زنان در جامعهٔ عراق بود

عصر بعثی دوره‌ای از سکولاریزاسیون در عراق بود. اشخاصی از ادیان مختلف (از جمله مسلمانان سنی، مسلمانان شیعه و مسیحیان) در دولت حضور داشتند. به هر حال این دوره (خصوصاً در زمان صدام حسین) دچار کشمکش‌های فرقه‌ای، دینی و سیاسی بین حکومت و دیگر گروه‌ها بود: مسلمانان شیعه (عموماً از اعراب، که اکثریت مطلق مردم را داشتند) خواهان یک تئوکراسی در عراق بودند؛ کردها خواهان استقلال برای منطقه‌شان بودند؛ سنی‌ها با ایدئولوژی اسلام گرایانه و غیر بعثی (نظیر کمونیست‌های عراقی که در ۱۹۷۸ شدیداً سرکوب شدند). حکومت مروج حقوق زنان بود، به آنان اجازهٔ برخورداری از آموزش و خدمت در نیروهای مسلح را می‌داد. حکومت خواهان بازگردانی میراث فرهنگی عراق بود و مثلاً بازمانده‌های شهر تاریخی بابل را بازسازی می‌کرد. در دورهٔ صدام حسین، تجلیل از صدام و حکومت بعثی در آثار هنری مورد حمایت دولت رایج بود. حزب بعث بر حیات سیاسی کشور سیطره داشت گرچه یک جبهه ترقی‌خواه ملی در سال ۱۹۷۴ اعلام شد تا به چهره و حزب‌های (عموماً صوری) غیر بعثی اجازه داده شود در سیاست عراق حضور پیدا کنند.
در جریان جنگ خلیج فارس، صدام خواهان کسب حمایت از جامعهٔ مذهبی مسلمان به دولت شد و تکبیر را به پرچم، نشان و شعار عراق افزود.